# Iljušin Il-20
Iljušin Il-20 (kódové jméno NATO: "Coot-A") je letoun pro radioelektronický průzkum a boj navržený v Sovětském svazu. Letoun byl vyvinut z turbovrtulového dopravního letounu Iljušin Il-18.

## Vývoj
V roce 1965 bylo v SSSR přijato usnesení o výrobě nového průzkumného letounu, který by byl schopen obrazového a elektronického průzkumu. Pro tento účel měl být vybaven přístroji umožňující odhalit, sledovat a analyzovat zdroje radiové komunikace stejně jako zdroje radarového záření. Protože se nepředpokládalo, že letadlo bude operovat nad nepřátelským územím, ale v mezinárodním prostoru, byl jako výchozí typ použit na svoji dobu moderní civilní dopravní letoun Iljušin Il-18. Práce na novém stroji byly zahájeny v moskevském leteckém závodu v květnu 1967. Pro přestavbu byl použit Il-18D č. 9403. Prototyp poprvé vzlétl 21. března 1968, zatím ještě bez elektronického vybavení. Po jeho dodání probíhalo testování, které trvalo od konce roku 1968 do léta 1969. Po zakončení testů bylo rozhodnuto o sériové výrobě, která trvala do roku 1976.

## Konstrukce

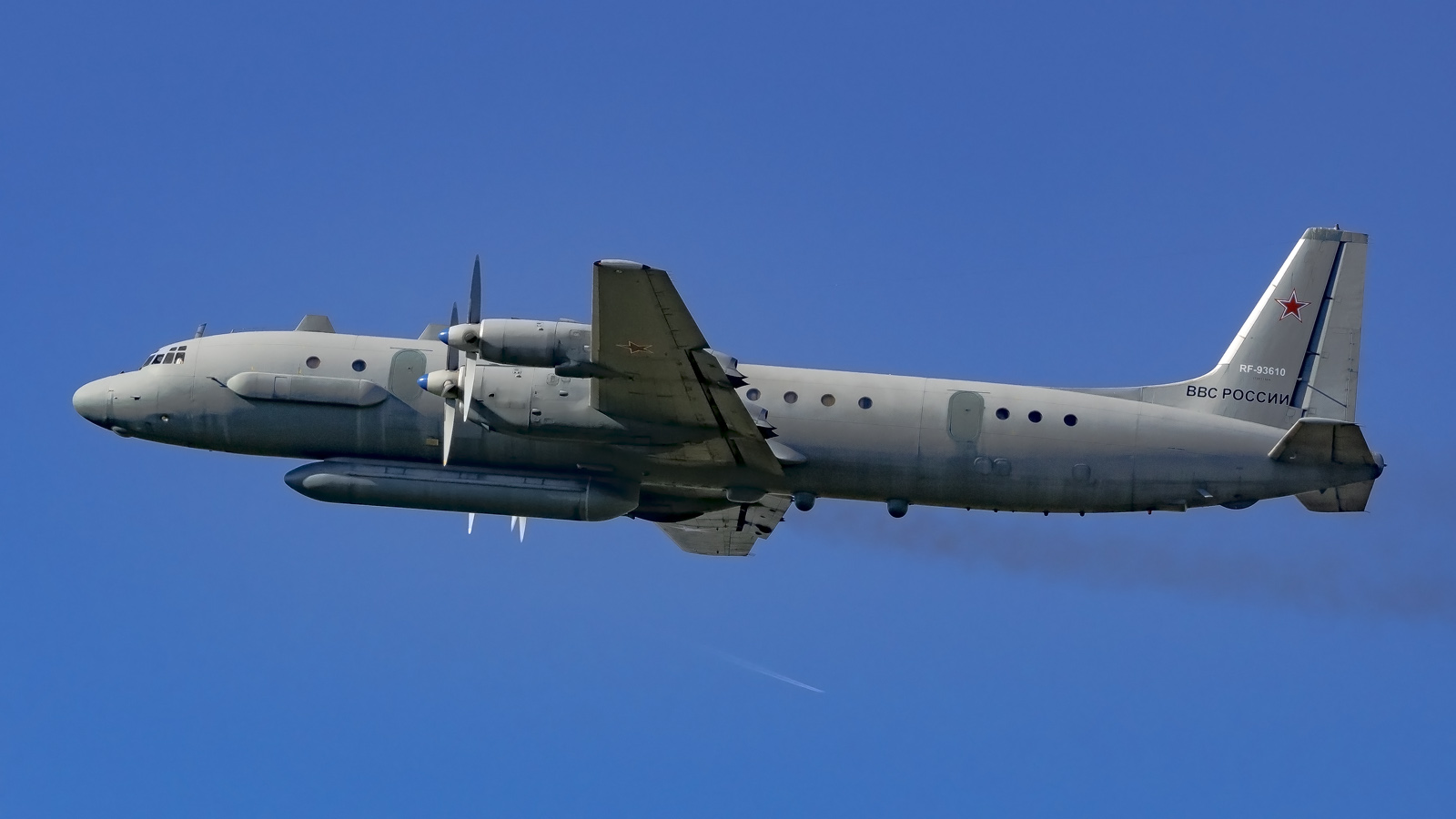
Il-20M

Letadlo je vybaveno radarem s bočním vyzařováním Igla-1, který se nachází pod trupem v 8 m dlouhé gondole ve tvaru doutníku.
Charakteristickým znakem letadla je podélná kapotáž po obou stranách trupu. V přední části této kapotáže se nacházejí fotoaparáty A-87P, určené k leteckému snímkování. V zadní části jsou umístěny antény systému radiotechnického průzkumu Romb-4, které slouží k detekci nepřátelského radaru, k určení směru, ze kterého vyzařuje a na zjištění jeho frekvence.
Na spodní straně trupu, v oblasti za křídly, se nachází dvojice půlkulatých antén systému Kvadrat-2, který je určen na podrobný radiotechnických průzkum.
Vpředu na horní straně trupu jsou dvě lichoběžníkové antény, které dokáží zachytit rádiové přenosy a jsou součástí štěnice systému Višňa.
Posádka IL-20 se skládá podobně jako u Il-18 ze dvou pilotů (pilot a kopilot), navigátora, letového a radiového inženýra. Speciální průzkumné zařízení na palubě Il-20 obsluhuje šest operátorů, kteří sedí v přední a střední části trupu. V zadní části trupu je odpočinková kabina pro posádku (s křesly a bufetem), malý prostor pro šatník a toaletu.
Il-20 pohání čtveřice turbovrtulových motorů AI-20M, které letadlu umožňují dosáhnout maximální rychlosti 675 km/h a operovat ve výšce 10 000 m. V těchto parametrech značně zaostává za svým americkým protějškem RC-135, který díky proudovým motorům dosahuje maximální rychlosti 933 km/h a dostup 15 200 m. Dolet Il-20 je však o něco větší než u RC-135 a dosahuje 6 200 km.

## Verze

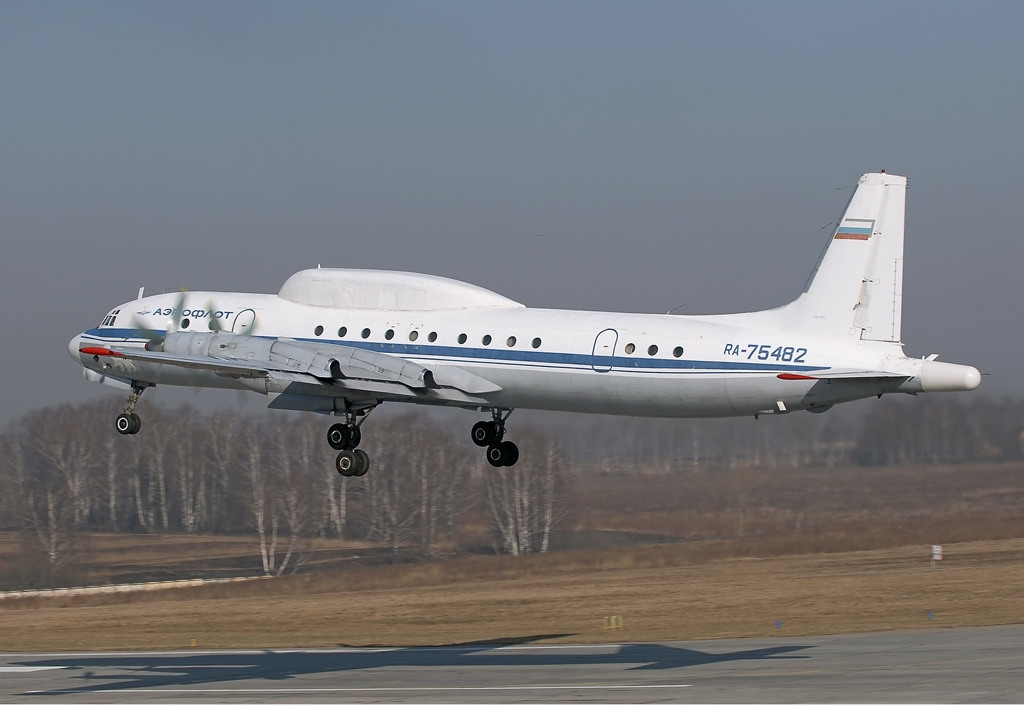
Il-20RT

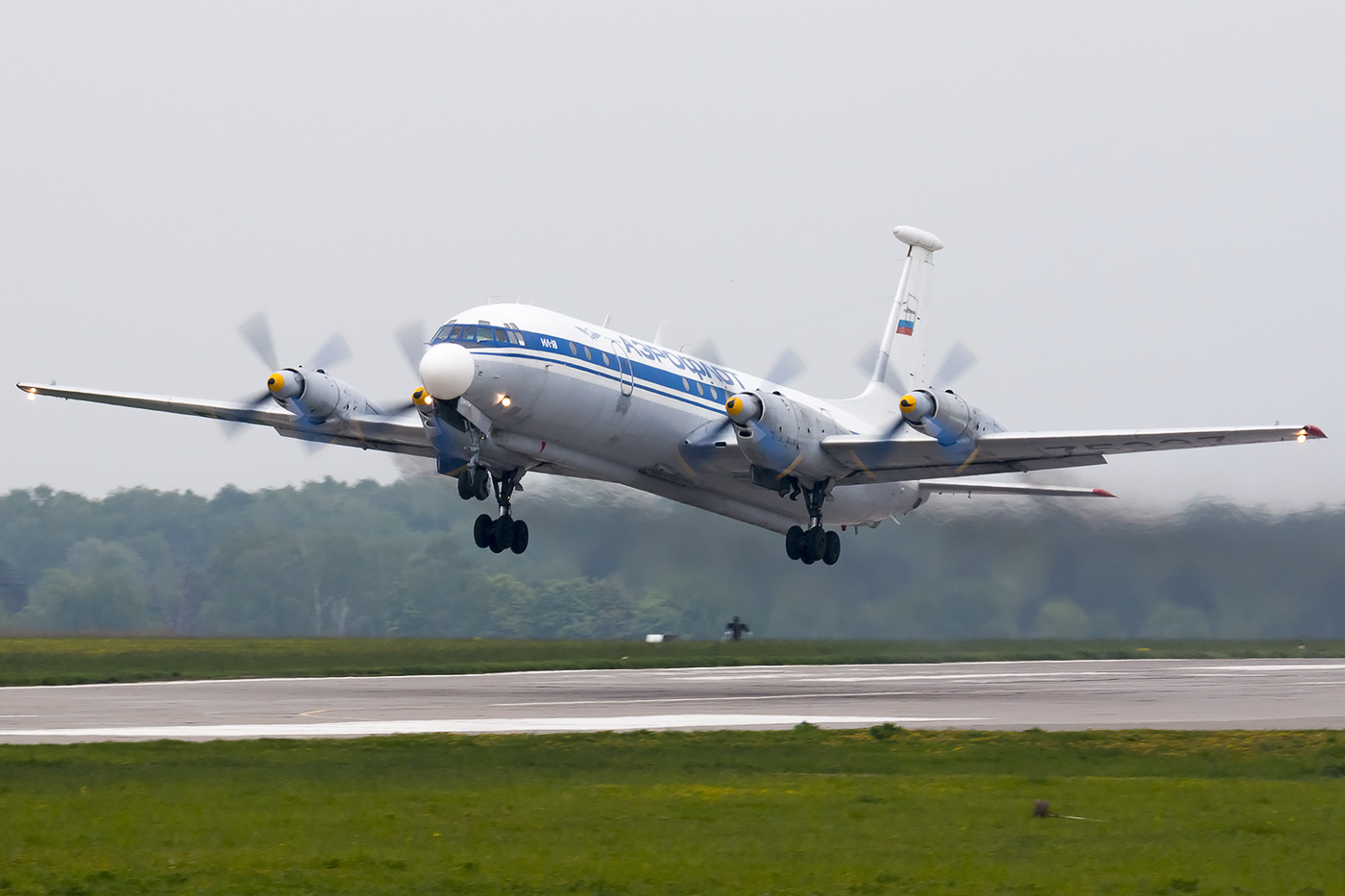
Il-22M

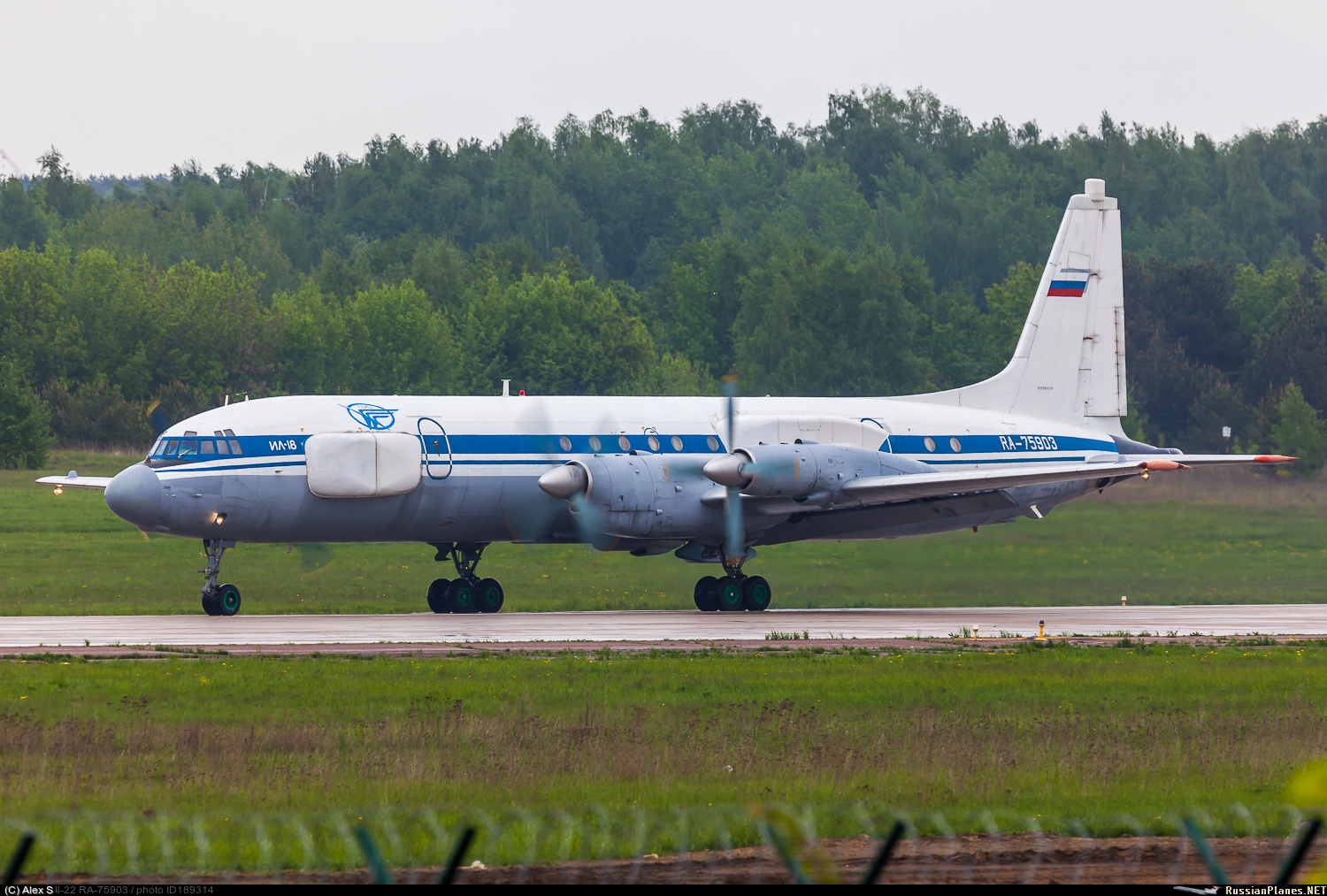
Il-22PP

### Il-20 (Il-20M)
Letadla elektronického a optického průzkumu, kterých bylo v letech 1970 až 1976 vyrobených asi 20 kusů.

### Il-20RT
Letadla určená k telemetrickému měření raketových technologií. Verze Il-20RT byla zavedena v roce 1980 a dislokována na základně Leninsk (Bajkonur). Celkově byly vyrobeny 4 kusy, přičemž jeden stroj byl v 90. letech zmodernizován a zbylé tři byly přestavěny nebo vyřazeny.
Charakteristickým znakem letadla je podélný kryt na trupu, který je dlouhý 11 m a vysoký 1 m. V něm se nacházejí antény telemetrických stanic RTS-9 a BRS-4S. Antény stanice MK-9MKS jsou nainstalovány v přední části trupu a vzadu, v žihadlovitém výběžku dlouhém 1,5 m.

### Il-22
Letadlo, které sloužilo jako vzdušné velitelské a komunikační centrum a bylo analogií k americkému stroji Boeing E-4. V roce 1974 byly úspěšně ukončeny státní zkoušky, spustila se sériová výroba a následně byly tyto stroje zařazeny do služby. Po vyrobení malého počtu IL-22 začala výroba verze Il-22M, která se odlišovala modernějším palubním vybavením. Později vznikla ještě modifikace IL-22M-15, z níž byl však vyroben pouze jeden exemplář a ten zůstal po rozpadu SSSR v Kazachstánu. Celkem bylo vyrobeno 30 letadel v modifikacích Il-22 a Il-22M.
První Il-22M byl letectvu dodán v roce 1998 a tato verze se od ostatních navenek liší dvěma typickými prvky. Jsou to kryty antén – jeden podélný válcovitý umístěný téměř pod celým trupem a druhý ve tvaru doutníku, nainstalovaný na svislé ocasní ploše letadla.

### Il-22PP
Letadla elektronického boje, která dokáží efektivně rušit nepřátelské radary, aniž by rušila ty vlastní. Jsou schopna efektivně rušit všechny možné cíle jako jsou letadla včasné výstrahy, systémy protivzdušné obrany, jakož i bezpilotní letouny. Antény rušícího systému Porubščik se nacházejí pod kryty instalovanými po obou stranách trupu letadla. Na každé straně se nacházejí dva takové kryty – jeden z nich je umístěn v oblasti mezi kokpitem a předními vstupními dveřmi, zatímco druhý se nachází mezi odtokovou hranou křídla a zadními vstupními dveřmi.
Celkově byly vyrobeny tři kusy, které vznikly úpravou Il-20M. Letadla Il-22PP byly zavedeny do služby v ruském letectví v roce 2017.

## Služba
Po zavedení začal Il-20 provádět průzkum v mezinárodním vzdušném prostoru. Zahraniční rozvědka ho identifikovala až v roce 1978 a NATO mu přiřadilo kódové jméno Coot-A. Letadla se zapojila do sovětské intervence v Afghánistánu a šest let po jejím skončení i do války v Čečensku.
Letouny Il-20 se účastní ruské vojenské intervence v Sýrii. Večer 17. září 2018 byl jeden Il-20M s registračním číslem RF-93610 (rok výroby 1973) nad mořem ve vzdálenosti 35 km od břehů Sýrie sestřelen syrskou řízenou střelou komplexu S-200. Během incidentu zahynulo všech 15 členů posádky.

## Specifikace Il-20

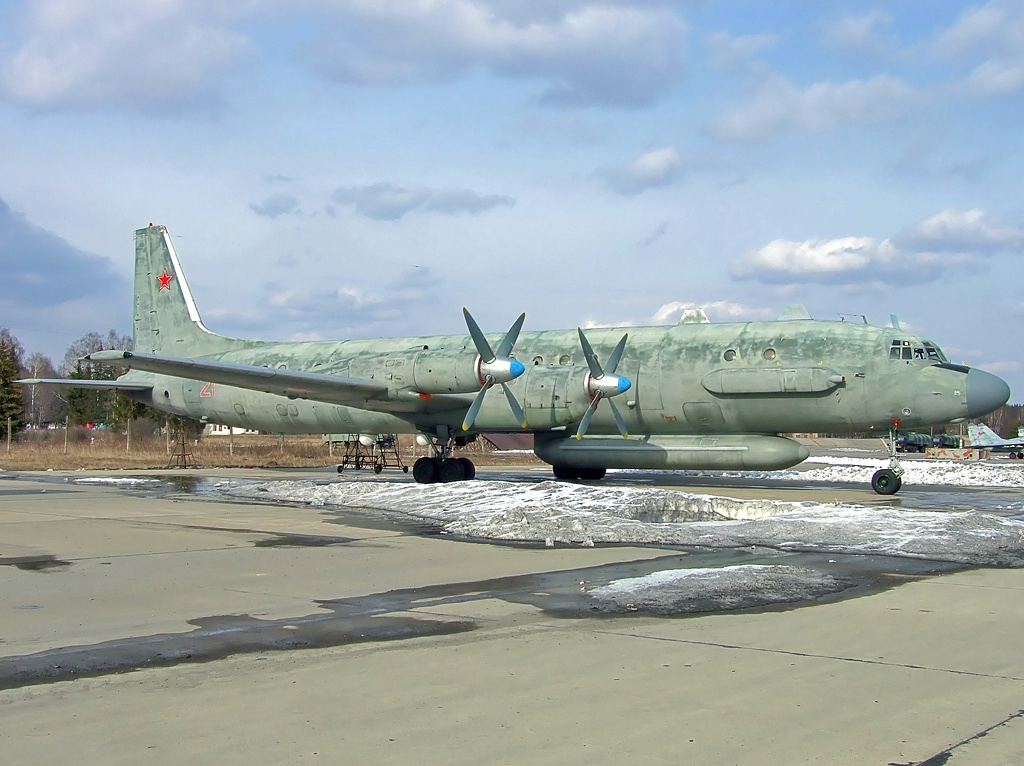
Il-20M se senzory na straně trupu za kokpitem, 2008

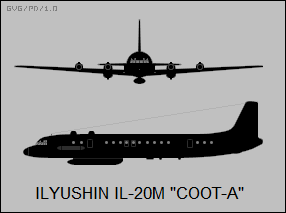
Silueta letounu Il-20M

Technické údaje pocházejí z webu „Airwar.ru“.

### Technické údaje
- Posádka: 13
- Rozpětí: 37,42 m
- Délka: 35,90 m
- Výška: 10,17 m
- Nosná plocha: 140,60 m²
- Plošné zatížení: 455,2 kg/m²
- Prázdná hmotnost: 33 760 kg
- Max. vzletová hmotnost : 64 000 kg
- Pohonná jednotka: 4x turbovrtulový motor Ivčenko AI-20M
- Výkon pohonné jednotky: 3 169 kW (4 250 k)

### Výkony
- Cestovní rychlost: 620 km/h
- Maximální rychlost: 675 km/h
- Dolet: 6 200 km
- Dostup: 10 000 m